# Ambassade de Bahreïn en France
L'ambassade de Bahreïn en France est la représentation diplomatique du royaume de Bahreïn auprès de la République française. Elle est située 3 bis place des États-Unis, dans le 16e arrondissement de Paris, la capitale du pays. Son ambassadeur est, depuis 2024, Essam Abdulaziz Al-Jassim.

## Histoire
Ce petit hôtel particulier en brique et pierre a été construit pour Mme de Meyendorff avant de devenir la demeure du peintre mondain Théobald Chartran et de sa femme Sylvie, dont le salon réunissait artistes, gens de lettres et hommes politiques.

## Ambassadeurs de Bahreïn en France
| Date de nomination | Date de nomination | Date de remise des lettres de créance | Date de remise des lettres de créance | Ambassadeur                         |
| ------------------ | ------------------ | ------------------------------------- | ------------------------------------- | ----------------------------------- |
| ?                  |                    | 24 février 1976                       | [ JORF 1 ]                            | Kassim Bu-Allay                     |
| ?                  |                    | 13 décembre 1979                      | [ JORF 2 ]                            | Salman Abdul Wahab al Sabagh        |
| ?                  |                    | 9 novembre 1982                       | [ JORF 3 ]                            | Salman Al Saffar                    |
| ?                  |                    | 12 janvier 1989                       | [ JORF 4 ]                            | Abdulaziz Buali                     |
| ?                  |                    | 16 décembre 1991                      | [ JORF 5 ]                            | Ali Ebrahim Al-Mahroos              |
| ?                  |                    | 6 décembre 1995                       | [ JORF 6 ]                            | Ali Mohamed Fakhro                  |
| ?                  |                    | 13 mars 2000                          | [ JORF 7 ]                            | Haya Rashed Al-Khalifa              |
| ?                  |                    | 12 octobre 2005                       | [ JORF 8 ]                            | Hashem Hasan Albash                 |
| ?                  |                    | 15 septembre 2008                     | [ JORF 9 ]                            | Naser Al Belooshi                   |
| ?                  |                    | 8 septembre 2015                      | [ JORF 10 ]                           | Muhammad Abdul Ghaffar Abdulla (en) |
| ?                  |                    | 2 novembre 2021                       | [ JORF 11 ]                           | Khalifa Ahmed Al-Khalifa            |
| ?                  |                    | 17 septembre 2024                     | [ JORF 12 ]                           | Essam Abdulaziz Al-Jassim           |

## Consulats
Bahreïn ne possède pas d'autre consulat que la section consulaire de son ambassade à Paris.